# Sarcoïdosi
La sarcoïdosi (també anomenada malaltia de Besnier-Boeck-Schaumann o, més senzillament malaltia de Besnier-Boeck, i més rarament com a síndrome de Besnier-Boeck-Schaumann) és una malaltia que implica col·leccions anormals de cèl·lules inflamatòries que formen grumolls coneguts com a granulomes. La malaltia sol començar als pulmons, la pell o els ganglis limfàtics. Els ulls, el fetge, el cor i el cervell són menys afectats, tot i que qualsevol òrgan es pot veure afectat. Els signes i símptomes depenen de l'òrgan implicat. Sovint, no hi ha símptomes o només són lleus. Quan afecta els pulmons, es poden produir sibilàncies, tos, sensació de falta d'aire o dolor al pit. Alguns poden tenir la síndrome de Löfgren amb febre, ganglis limfàtics grans, artritis i una erupció coneguda com a eritema nodós.
Es desconeix la causa de la sarcoïdosi. Alguns creuen que pot ser degut a una reacció immunitària a un desencadenant com una infecció o a productes químics en aquells que estan genèticament predisposats. Aquelles persones amb els membres de la família afectats corren un risc més gran. El diagnòstic es basa en part en signes i símptomes, que poden ser recolzats per biòpsia. Els resultats que probablement inclouen  ganglis limfàtics grans a banda i banda de l'hil del pulmó, calci en sang elevat amb un nivell normal d'hormona paratiroidal o nivells elevats de l'enzim conversiu de l'angiotensina a la sang. El diagnòstic només s'ha de fer després d'excloure altres possibles causes de símptomes similars com la tuberculosi.
La sarcoïdosi es pot resoldre sense cap tractament en uns quants anys. No obstant això, algunes persones poden tenir una malaltia greu o de llarga durada. Alguns símptomes es poden millorar amb l'ús de fàrmacs antiinflamatoris com ara com ibuprofèn. En els casos en què la malaltia causa problemes de salut importants, estan indicats els glucocorticoides, com la prednisona. Medicaments com el metotrexat, la cloroquina, o azatioprina es poden utilitzar ocasionalment en un esforç per disminuir els efectes secundaris dels glucocorticoides. El risc de mort és de l'1 al 7%. La possibilitat que la malaltia torni en algú que l'hagi tingut abans és inferior al 5%.
El 2015, la sarcoïdosi pulmonar i la malaltia pulmonar intersticial van afectar 1,9 milions de persones a tot el món i van provocar 122.000 morts. És més comú als escandinaus, però es produeix a totes les parts del món. Als Estats Units, el risc és més gran entre els negres que entre els blancs. Acostuma a començar entre els 20 i els 50 anys. Apareix més sovint en dones que en homes. La sarcoidosi va ser descrita per primera vegada el 1877 pel metge anglès Jonathan Hutchinson com una malaltia de la pell no dolorosa.

### Manifestacions oftalmològiques
Hi poden haver nòduls petits a nivell de la conjuntiva (60-70%). La glàndula lacrimal també es pot infiltrar, però sobretot és freqüent la uveïtis anterior granulomatosa. En aquesta es poden observar els Nòduls de Koeppe, que apareixen a nivell de l'esfínter de l'iris, acompanyats de precipitats queràtics en l'endoteli corneal.
En el fons d'ull s'hi poden trobar: 
- Uveïtis intermèdia
- Vitritis i periflebitis
- Oclusions venoses
- Granulomes coroïdals